# 레드에지

레드에지(red edge, 붉은 가장자리)는 전자기 스펙트럼의 근적외선 범위에서 식생의 반사율이 빠르게 변화하는 영역을 나타낸다. 식물에 함유된 엽록소는 가시광선 스펙트럼의 대부분의 빛을 흡수하지만 700nm 이상의 파장에서는 거의 투명해진다. 각 세포가 기본 모서리 반사판과 같은 역할을 하기 때문에 식물의 세포 구조로 인해 이 적외선이 반사된다. 680 nm에서 730 nm까지 반사율이 5%에서 50%로 변화될 수 있다. 이는 광합성 중 과열을 방지하는 데 있어서 식물에 이점이 된다.
이 현상은 적외선 사진에서 나뭇잎의 밝기를 설명하며 소위 식생 지수(예: 정규화된 차이 식생 지수)의 형태로 광범위하게 활용된다. 이는 식물 활동을 모니터링하기 위해 원격 감지에 사용되며, 먼 행성에서 빛을 수확하는 유기체를 감지하는 데 유용할 수 있다고 제안되었다.